# Mimi Slinger
Mimi Slinger, född 6 februari 2003, är en brittisk skådespelare.
Slinger har bland annat medverkat i TV-serierna Hem till gården (2018-2021) och Masters of the Air med planerad premiär 2023. Han har även medverkat i filmen Heidi: Queen of the Mountain från 2017.

## Filmografi (i urval)
- 2017: Heidi: Queen of the Mountain
- 2018-2021: Hem till gården
- 2023: Masters of the Air